# Ian Deary
Ian J. Deary est un psychologue écossais spécialiste de l'intelligence, du vieillissement cognitif et de l'épidémiologie cognitive, un domaine d'étude qu'il a contribué à fonder.
Deary est Professeur de psychologie différentielle à l'université d'Édimbourg. Il est directeur du Centre de recherche sur le vieillissement cognitif et l'épidémiologie cognitive. Il est codirecteur du centre de recherche écossais sur la maladie d'Alzheimer.

## Recherche
Un de ses principaux sujets de recherche est l'intelligence humaine telle que mesurée par la psychométrie. Il s'intéresse aux relations entre l'intelligence et des processus cognitifs de base comme le temps de réaction et le temps d'inspection. Il s'intéresse à la relation entre intelligence et réussite scolaire.
Deary a été l'un des fondateurs du domaine de l'épidémiologie cognitive dont l'objectif est d'étudier la relation entre variables individuelles (intelligence, personnalité) et variables épidémiologiques liées à la santé et à la mortalité.
En 2010, il est coauteur d'une revue de question sur les différences intellectuelles en neurosciences dans le journal Nature Reviews of Neuroscience. En 2012, il est l'auteur d'une revue de question sur les recherches liées à l'intelligence pour le journal Annual Review of Psychology.
Deary est l'auteur de plus de 800 articles dans des revues académiques et son travail est souvent cité par ses pairs ,.

### Cohortes à la naissance de Lothian
Deary a été l'un des cofondateurs des études portant sur les Cohortes de Lothian, portant sur des personnes nées en 1921 ou 1936. Ces études ont consisté à recueillir des données provenant de personnes âgées de 11 ans lorsque leur intelligence a été testée dans le cadre de l'enquête écossaise Scottish Mental Survey de 1932 et 1947. À partir de l'année 2000, Deary et ses collègues ont recherché les personnes ayant participé à cette enquête et vivant à Edimbourg et dans les zones du Lothian. Ces personnes ont été invitées à passer des tests d'intelligence et tests cognitifs. Les membres de la cohorte nés en 1921 ont été suivis jusqu'à l'âge de 79 ans, et ceux nés en 1936, jusqu'à l'âge de 70 ans. Des entretiens et données biomédicales ont également été recueillies auprès des membres de la cohorte, afin de permettre une vaste enquête sur les causes et les conséquences des différences cognitives sur les maladies et sur la durée de vie.
Ces études ont mené à de nouvelles découvertes sur la stabilité de l'intelligence et ses aspects génétiques ,. Elles ont mis en évidence que plus les scores aux tests d'intelligence sont bas, plus forts sont les risques de mortalité, indépendamment d'autres facteurs socio-économiques.
Les données de la Lothian études de Cohortes de Naissance de continuer à être utilisées pour les études sur la relation entre l'intelligence et des résultats liés à la santé, à l'éducation et à des variables socio-économiques. Des études génétiques et en neuro-imagerie cérébrale s'y sont ajoutées et permettent d'étudier les causes biologiques des différences en intelligence et vieillissement cognitif.

## Honneurs et prix
Ian Deary est membre du Royal College of Physicians of Edinburgh (en), de la Royal Society of Edinburgh, de la British Academy, de Academy of Medical Sciences (en)du Royaume-Uni, du Royal College of Psychiatrists (en), et de l'Association for Psychological Science. Il a été président de la International Society for the Study of Individual Differences.
Il a obtenu le Prix du Mérite de la Société Royale Wolfson (2003-2007) pour sa recherche sur le vieillissement cognitif. En 2003, il a reçu le premier prix Chancellor's Award de l'université d'Édimbourg. En 2010, il a été nommé Distinguished European Personality Psychologist par l'Association Européenne de la Psychologie de la Personnalité. En 2014, Deary a reçu un prix pour l'ensemble de sa carrière, le Lifetime Achievement Award de la International Society for Intelligence Research (en). En 2015, il a reçu le James McKeen Cattell Fellow Award (en) de l'Association for Psychologie science.

## Sélection de ses travaux

### Publications scientifiques les plus citées
- IJ Deary, S Strand, P Smith, C Fernandes. (2007). Intelligence and educational achievement. Intelligence 35 (1), 13-21.
- Deary, Ian J.,Whiteman, Martha C.,Starr, John M.,Whalley, Lawrence J.,Fox, Helen C. (2004). The Impact of Childhood Intelligence on Later Life: Following Up the Scottish Mental Surveys of 1932 and 1947. Journal of Personality and Social Psychology, Vol 86(1), 130-147.
- IJ Deary, L Penke, W Johnson. (2010). The neuroscience of human intelligence differences. Nature reviews neuroscience 11 (3), 201

### Livres
- Deary, I. J. (2000). Looking Down on Human Intelligence: From Psychometrics to the Brain. Oxford, UK: Oxford University Press.
- Deary, I. J. (2001). Intelligence: A Very Short Introduction. Oxford, UK: Oxford University Press.
- Matthews, G., Deary, I. J., & Whiteman, M. C. (2009). Personality Traits (3rd Edition). Cambridge, UK: Cambridge University Press.
- Deary, I. J., Whalley, L. J., & Starr, J. M. (2009). A Lifetime of Intelligence. Washington, DC: American Psychological Association.